# Železniční trať Záhřeb – Sisak – Novska

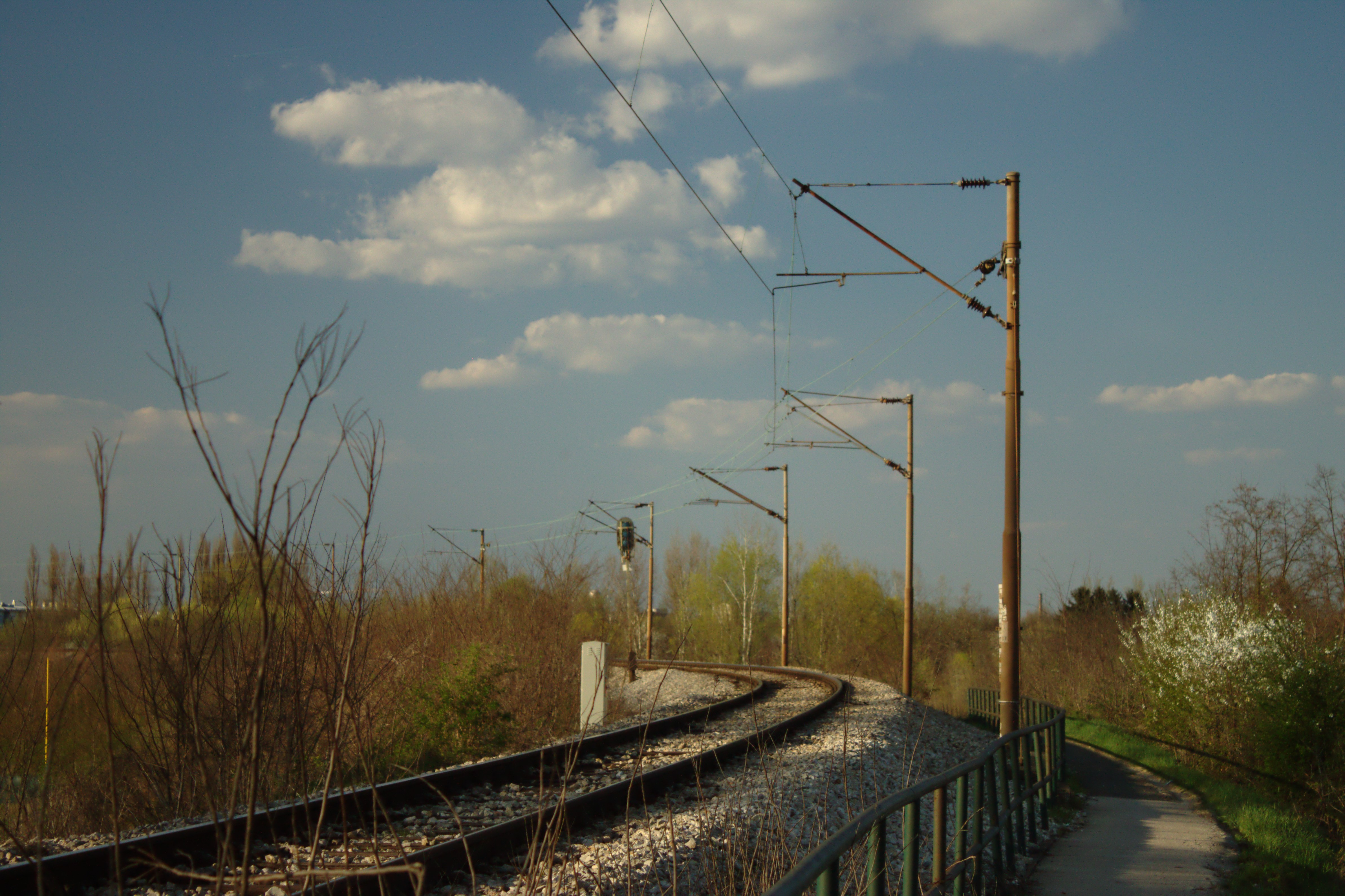
Železniční trať v Sisaku.

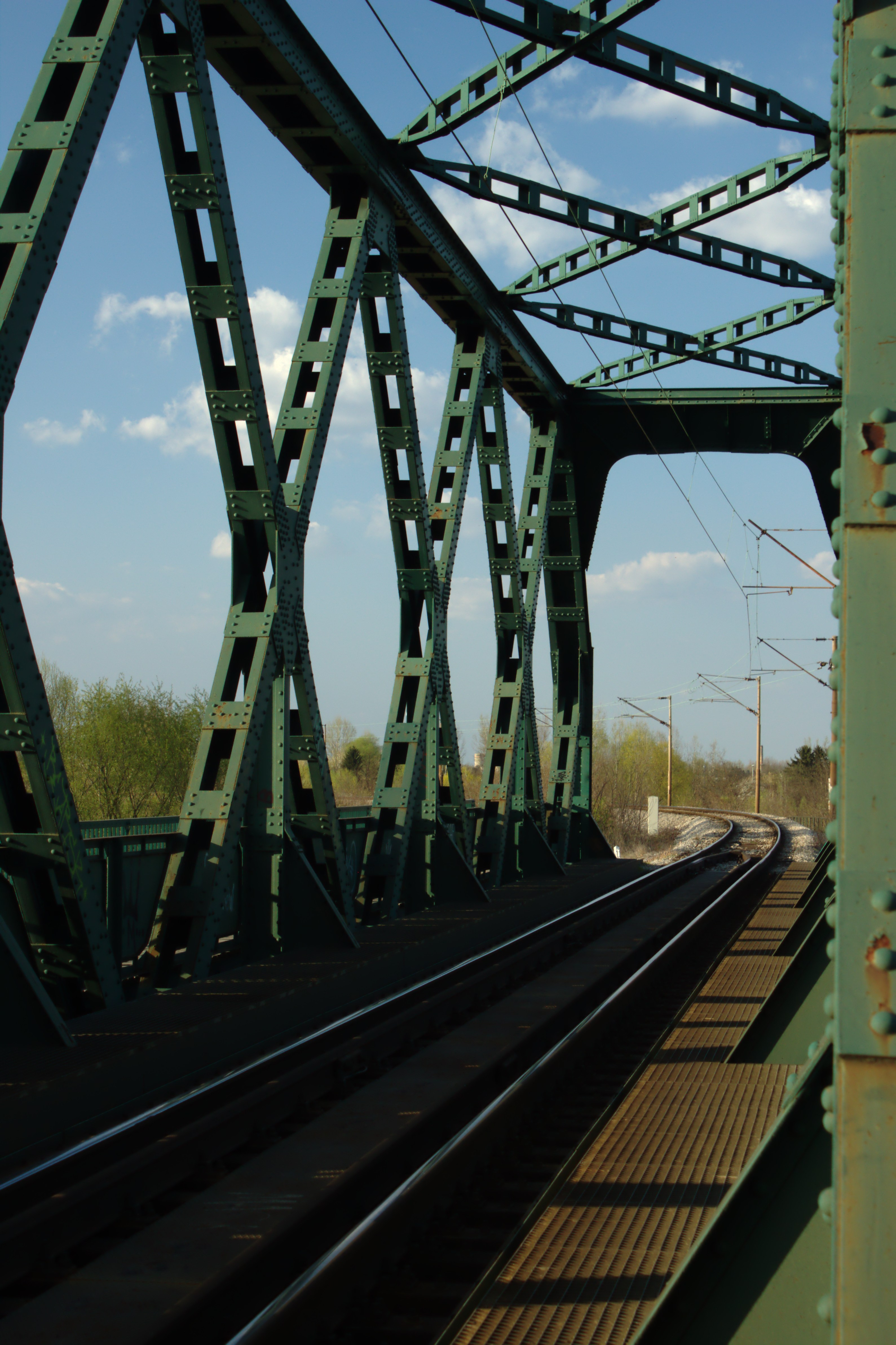
Železniční most v Sisaku.

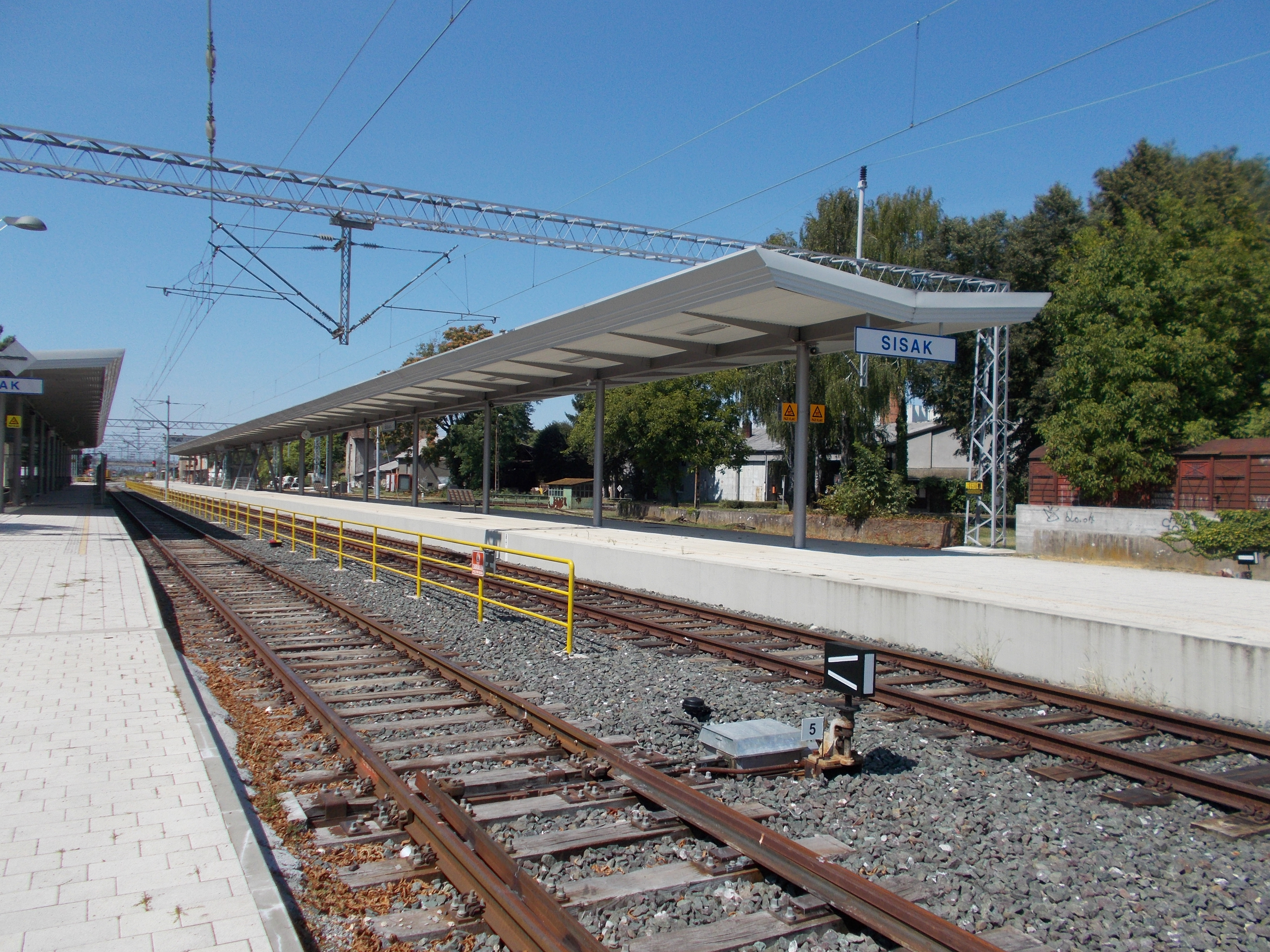
Nástupiště v Sisaku

Železniční trať Záhřeb–Sisak–Novska (chorvatsky Željeznička pruga Zagreb–Sisak–Novska) se nachází v Chorvatsku. Je dlouhá 116 km. Vedena je paralelně s hlavní tratí mezi Bělehradem a Záhřebem. Jedná se o jednokolejnou elektrizovanou trať. V chorvatské železniční síti je značena pod číslem 50, resp. M502.

## Trasa
Trať vede ze Záhřebu rovinatou krajinou v blízkosti řek Odra a Sáva jihovýchodním směrem přes město Velika Gorica a obce Turopolje a Lekenik do Sisaku. Zde překonává řeku Kupu a pokračuje dále na jihovýchod. V obci Sunja se od ní odpojuje trať Sunja–Knin, která směřuje na území Bosny a Hercegoviny. Trať do Novské potom pokračuje opět na jihovýchod až téměř k městu Hrvatska Dubica. Odtud se stáčí směrem na severovýchod k obci Jasenovac (kde překonává řeku Sávu) a do Novské, kde se napojuje na hlavní trať mezi Bělehradem a Záhřebem.
Traťová rychlost se pohybuje na jednotlivých úsecích tratě v různých hodnotách. V úseku od stanice Zagreb Klara až po stanici Velika Gorica dosahuje 120 km/h, zatímco v nejjižnější části tratě, od Hrvatske Dubice po Novskou činí pouhých 60 km/h. 

## Historie
Trať patřila mezi historicky první, které byly na území Chorvatska postaveny. Budovala ji rakouská společnost Jižní dráhy, která realizovala řadu dalších tratí na území dnešního Chorvatska, resp. Slovinska. Otevřena byla v roce 1862 spolu s železničním spojením do dnes slovinského města Zidani Most. V té době ale končila ve městě Sisak. V roce 1882 byl dokončen další úsek do města Dobrljin v Bosně a Hercegovině. Tento úsek vznikl nedlouho po předání Bosny pod správu Rakousko-Uherska a zahájení masivních prací na rozvoji infrastruktury celé země. V roce 1888 byl dobudován zbytek trati v jižní části až do města Novska přes obec Jasenovac.
Až do první světové války měla trať význam hlavní tratě II. třídy, která se dále na sever napojovala na hlavní tratě do Terstu a do Vídně. Po vzniku Království Srbů, Chorvatů a Slovinců v roce 1918 však byla překlasifikována na trať hlavní a součást páteřního železničního spojení v Jugoslávii mezi Záhřebem a metropolí Bělehradem. Proto bylo rozhodnuto o radikální modernizaci trati; zvýšení kapacity a přestavbě nádraží. Vzhledem k plánovaným nákladům, které se pro meziválečnou Jugoslávii ukázaly být poměrně vysoké, bylo nakonec rozhodnuto od projektu odstoupit a pouze mírně rozšířit stávající infrastrukturu.
Během druhé světové války byl poničen most přes řeku Sávu u Jasenovace, nakonec bylo rozhodnuto původní most nahradit novým.
V roce 2020 byla uskutečněna modernizace části trati, obnoveno bylo také i nádraží v Sisaku.

## Stanice
- Zagreb Glavni kolodvor
- Zagreb Klara

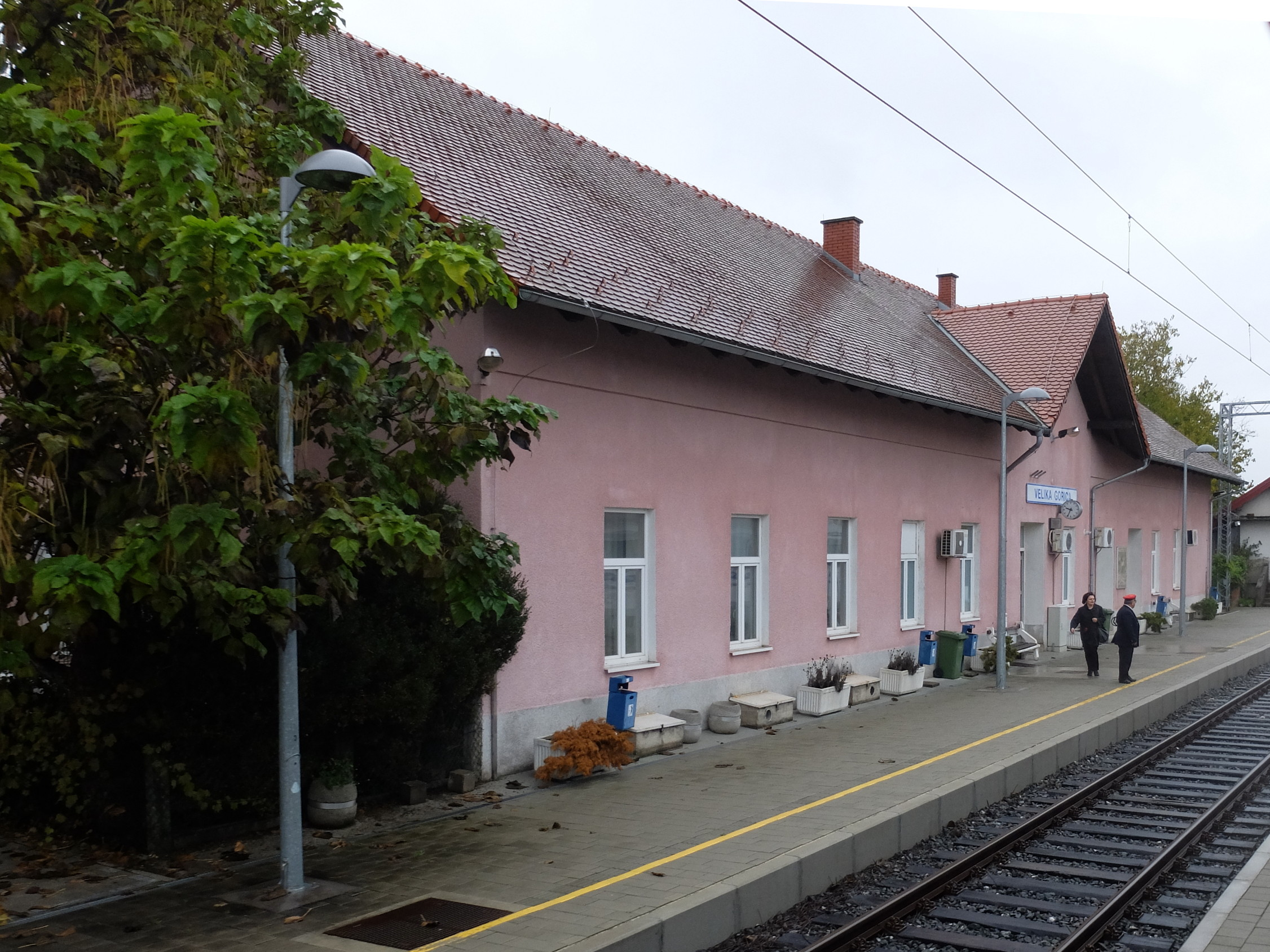
Velika Gorica
- Turopolje
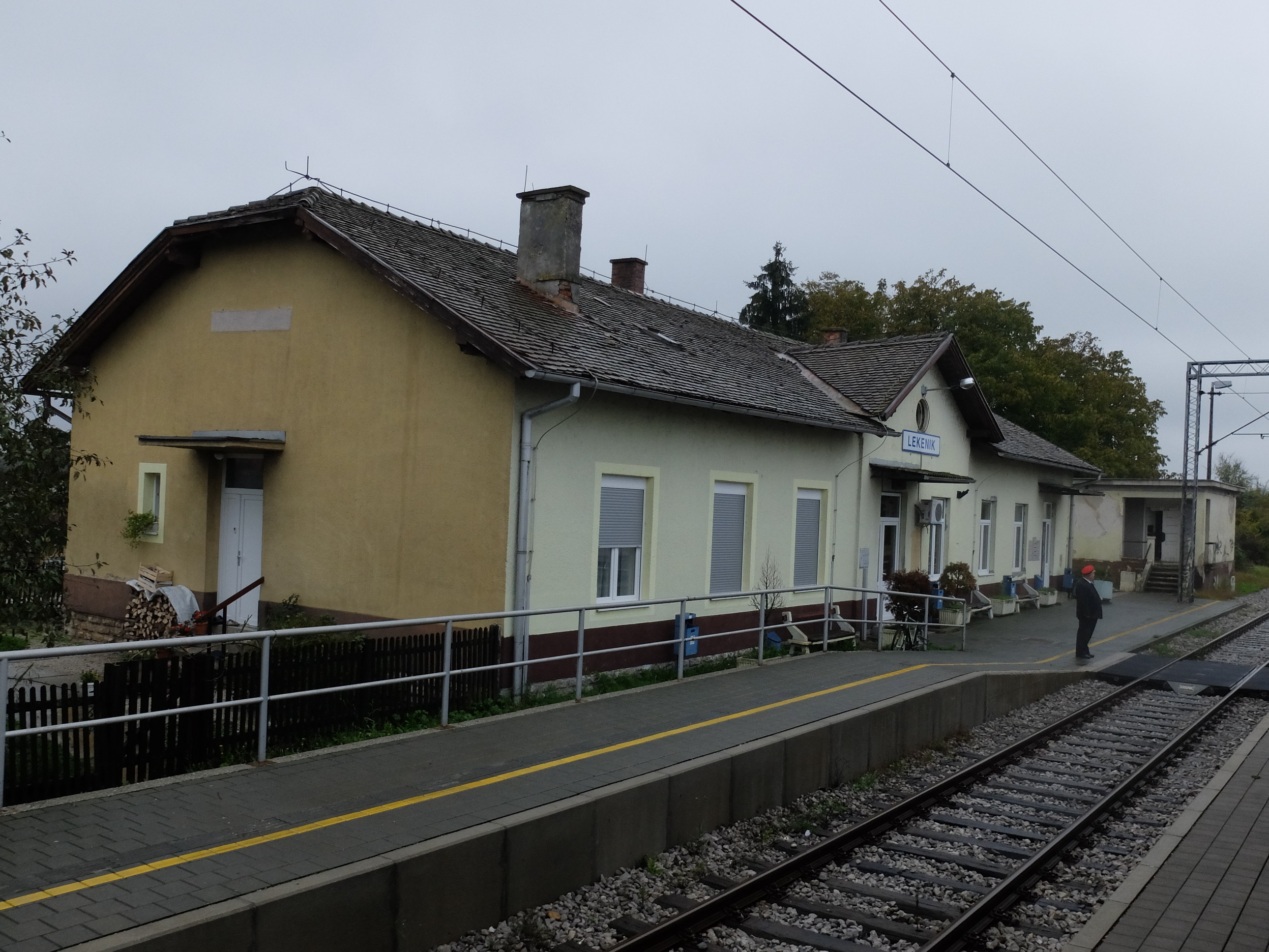
Lekenik
- Greda
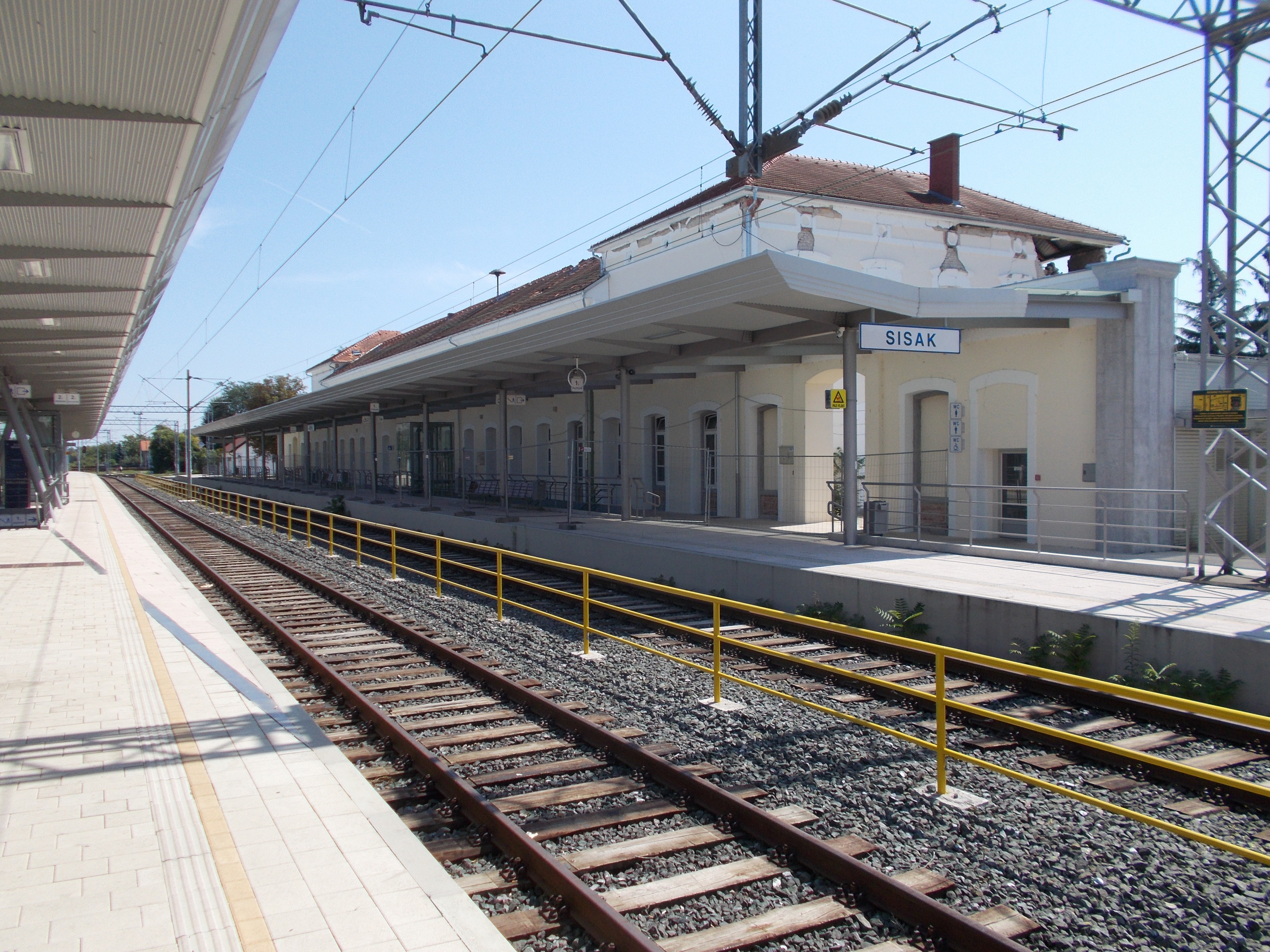
Sisak
- Sisak Caprag
- Bljinski Kut
- Sunja
- Hrvatska Dubica
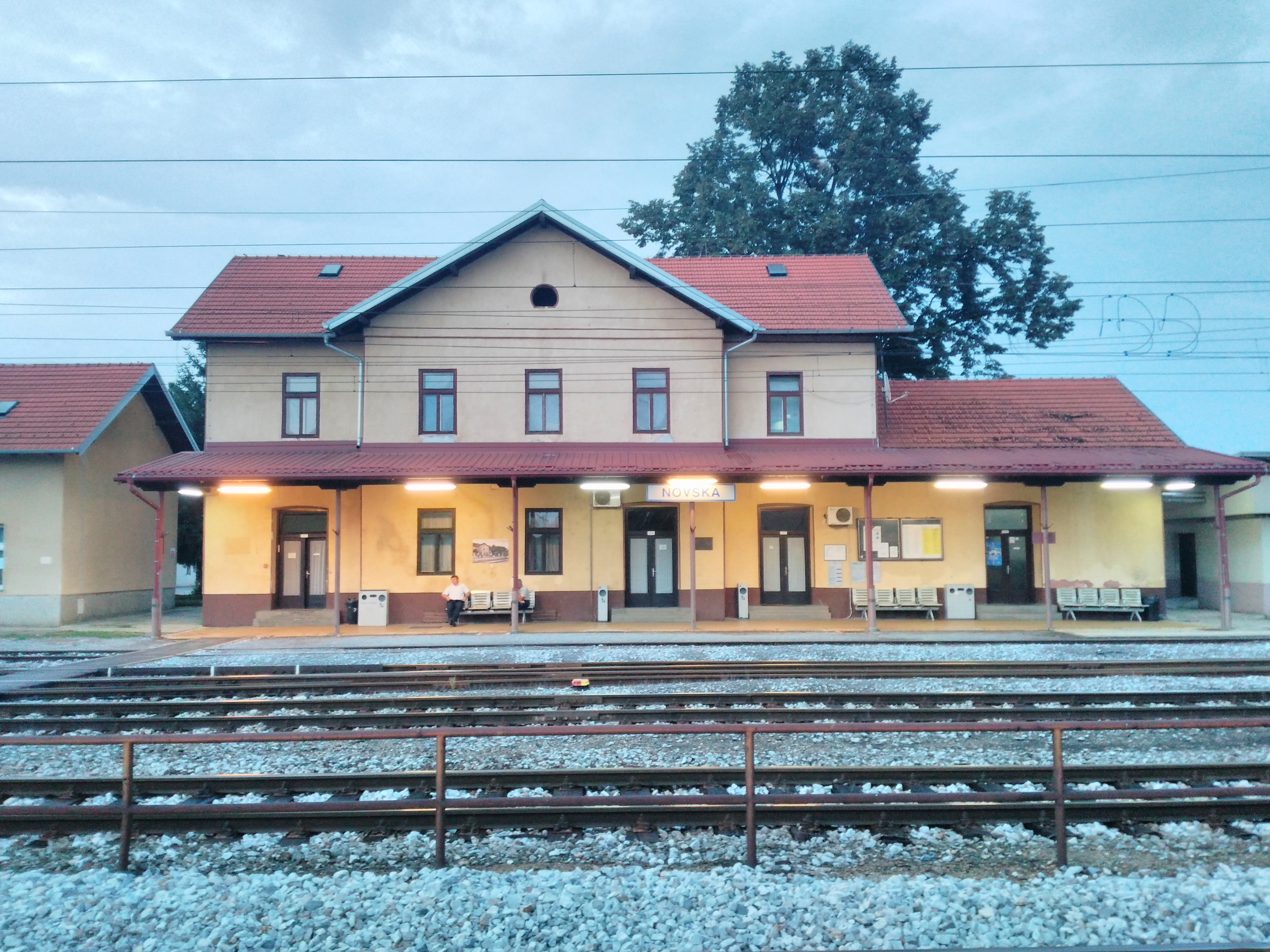
Novska

- Velika Gorica
- Lekenik
- Sisak
- Novska